# ریچارد هیل (موسیقی‌دان)
ریچارد هیل (انگلیسی: Richard Hill؛ زادهٔ ۲۲ اوت ۱۹۴۲) آهنگساز و موسیقی‌دان اهل بریتانیا است. وی دانش‌آموختهٔ کالج سلطنتی موسیقی لندن است.
از فیلم‌ها یا مجموعه‌های تلویزیونی که وی در آن‌ها نقش داشته‌است، می‌توان به ساز بادی پرطنین اشاره نمود.